# Pihen-lès-Guînes
 Pihen-lès-Guînes  es una comuna y población de Franciaeubicadan la región de Norte-Paso de Calais, departamento de Paso de Calais, en el distrito de Calais y cantón de Guînes.
Su población en el censo de 1999 era de 394 habitantes.
Está integrada en la Communauté de communes du Sud-Ouest du Calaisis.
La primera mención de PIHEN aparece en la Carta de fundación de la Abadía de Andrés, en 1804, bajo la forma “PITHEM”, del germánico[1] PIT (pozos [de agua]) + HAIM (lugar en que se vive, aldea, pueblo), que con el paso del tiempo se transforma en PIHEN por la supresión de la T. Se escribe con terminación -HEN en Boulogne o en Calais, y –HEM en otros lugares. En el caso de la localidad PIHEM (cerca de Wizernes) se trata de la misma palabra PIHEN; la similitud entre estas dos palabras ocasionaba tantos errores en la distribución del correo que la Comuna decidió en 1923 rebautizarse con el nombre de PIHEN-LES-GUINES.
No cabe duda de que la aldea es muy antigua; allí se habrían encontrado sepulturas de la Alta Edad Media, en particular, tumbas con formas de sarcófagos, y esqueletos depositados directamente sobre la gravilla. En muchas ocasiones, se han encontrado –desenterradas por arados de bueyes– tejas de gran espesor moldeadas a mano. Testigos de tiempos mucho más antiguos son los colmillos de mamut y un cráneo de rinoceronte que salieron a la luz durante la construcción de la carretera departamental .
Cabe señalar la estrella "itineraria” que constituye el centro del pueblo, en donde confluyen siete caminos, varios de los cuales datan de la Edad Media. Atraviesa la aldea una antigua vía considerada romana, que va de Guines a Wissant, con un ramal secundario desde San Blás, desde la Leulène, o camino de la Leulingue (que en línea recta se dirige de Thérouanne a Sangatte). Wissant solía ser un puerto de embarque hacia Inglaterra muy frecuentado en la Edad Media. Este camino es una parte de la via Francigena, camino de peregrinaje que conectaba Canterbury (o Cantorbéry) à Roma. Sigéric, arzobispo de Canterbury desde 989 hasta 994 hace la descripción más antigua en 990, a su regreso a Roma. Este itinerario, en 80 etapas de unos 20 km, se describe en un manuscrito. El recorrido actual se basa en ese itinerario.
En la Edad Media, PIHEN formaba parte del Condado de GUINES, más tarde, desde 1347 hasta 1558, perteneció a los ingleses, como todas las parroquias de Calais. Después de ser liberada por François, segundo Duque de Guise, en 1558, PIHEN formó parte del país “reconquistado”. Tras la retirada de los ingleses (descendientes de generaciones de colonos establecidos allí desde la capitulación de Calais en 1347), hubo que repartir las tierras entre los nuevos propietarios. En 1560, constan once propietarios para unas 1307 parcelas, probablemente sin Quennevacherie (propiedad vecina). En 1585, quince propietarios se reparten unas 2000 parcelas (en la actualidad, 925 ha.) de las que siete ocupan el 44 por ciento del territorio, con propiedades que abarcan de 100 a 200 parcelas.  Un octavo propietario, el Señor Isambert du BOST, Caballero de Bois d’Assebourg en la “Canevacherie” (otra forma de escritura de Quennvacherie), es el único propietario de una cantidad similar (unas 900 parcelas), varias masías, una de ellas en piedra, tierras laborables y un molino de viento (también de piedra). El resto de las tierras se atribuye a otros siete pequeños y medianos propietarios.
Las tribulaciones de la comuna de PIHEN no habían terminado. En esta época, los franceses estaban en guerra con España, y su territorio estaba en la zona de los combates. Las tropas españolas venían desde la vecina Flandes, y Pihen pertenecía un día a los franceses y al día siguiente a los españoles. Tal fue el caso entre 1596 y 1598. La antigua iglesia de PIHEN, que data del siglo XIII pagó su precio: fue incendiada en esta época.
En el antiguo cementerio que rodea la iglesia, se encuentran varias lápidas antiguas. En el muro del ábside que da al sur, en piedra gris se lee:  Alexandre-Roger de Colbert de Castel Hill, fallecido en el castillo de la Rocherie el 19 de julio de 1829.  Contra el muro occidental de la intersección sur (en otros tiempos, pared sur del presbiterio), François de Reynaud d’Arnaud.
El campanario de PIHEN no tienen más de un siglo; su cruz de hierro está ornada de espirales que datan del año 1826.
El presbiterio de la iglesia fue construido a mediados del siglo XIX, gracias a numerosas donaciones. Esto ha dado origen a una expresión popular que dice “travailler pour l’église de Pihen” [trabajar para la iglesia de Pihen], que equivale a decir: “¡trabajar en vano!”.
El nuevo cementerio, trasladado desde hace mucho tiempo, está ubicado a cierta distancia, en el antiguo Courtil des Rois. La cruz del cementerio fue erigida el 27 de junio de 1875 gracias a Alfonse de Guizelin y su esposa, Louise de Montbrun.
Sobre la ruta de Bonningues, solía haber un molino de viento de ladrillos, con base de piedra de Landrethun. La fachada orientada hacia Calais estaba adornada por un nicho del año 1877 en el cual había una estatuilla de madera pintada de San Donato (cabellos y barba de Cristo, los brazos horizontales extendidos hacia delante; en su mano derecha, una espada apuntando al aire).
La comuna de PIHEN cuenta con importantes poblaciones conocidas ya desde hace mucho tiempo: ALETHUN; LE BEAUREGARD; LA ROCHERIE; LA QUENNEVACHERIE.
Pihen cuenta todavía con doce explotaciones agrícolas en actividad.
[1]  Lengua indoeuropea que hablaron los pueblos germanos, y de la cual se derivaron el nórdico, el gótico, el alemán, el neerlandés, el frisón y el anglosajón.

## Demografía
| 367 | 349 | 309 | 357 | 413 | 394 | 470 |
| Para los censos de 1962 a 1999 la población legal corresponde a la población sin duplicidades (Fuente: INSEE [Consultar]) |     |     |     |     |     |     |